# Saint-Donat-sur-l’Herbasse

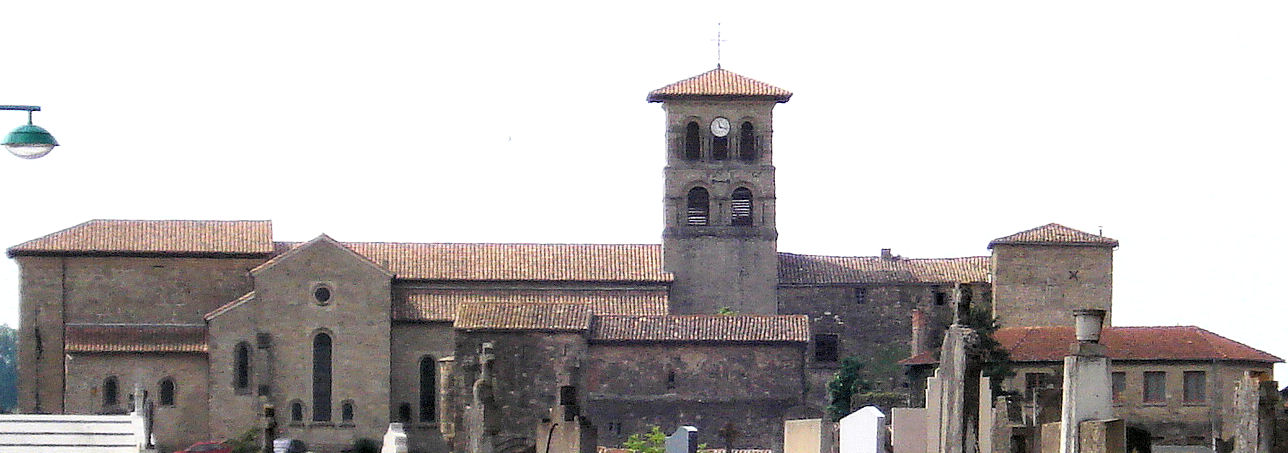
Kolegiata w Saint-Donat-sur-l’Herbasse, 2008

Saint-Donat-sur-l’Herbasse – miejscowość i gmina we Francji, w regionie Owernia-Rodan-Alpy, w departamencie Drôme.
Według danych na rok 1990 gminę zamieszkiwało 2658 osób, a gęstość zaludnienia wynosiła 136 osób/km² (wśród 2880 gmin regionu Rodan-Alpy Saint-Donat-sur-l’Herbasse plasuje się na 336. miejscu pod względem liczby ludności, natomiast pod względem powierzchni na miejscu 520.).